# Martin Windrow
Martin Windrow (* 1944 in Großbritannien; † 2025) war ein britischer Historiker, Verleger und Autor.

## Leben
Windrow besuchte das Wellington College und arbeitete in der Folge in den 1970er Jahren als Autor von Artikeln über Militärgeschichte und Luftfahrt. Des Weiteren schrieb er eine große Anzahl von Büchern über die Organisation und die Ausstattung von militärischen Unternehmungen, zuletzt über die französische Fremdenlegion und ihre Geschichte. Er war Herausgeber in dem auf Bücher der Militärgeschichte spezialisierten Verlag Osprey Publishing.
Windrow war mit der Royal Historical Society in London assoziiert und als Sympathisant Mitglied in der Vereinigung ehemaliger Fremdenlegionäre in Großbritannien.
Er veröffentlichte auch ein Buch über sein langjähriges Haustier, eine Eule genannt Mumble.

## Veröffentlichungen (Auswahl)
- 1976: Rommel’s Desert Army.
- 1984: The Waffen-SS.
- 1987: Inside the Soviet Army Today.
- 1990: mit Francis K. Mason: A Concise Dictionary of Military Biography: Two Hundred of the Most Significant Names in Land Warfare; Revised Edition. Windron & Green, London 1990, ISBN 1-872004202.
- 1996: French Foreign Legion, Infantry and Cavalry since 1945. Men-at-Arms-Series, Osprey Military No. 300, Osprey, London, ISBN 1-85532-621-3.
- 1997: The Algerian War 1954–1962. Men-at-Arms-Series no. 312, Osprey, London, ISBN 1-85532-658-2.
- 1998: Military Dress of the Peninsular War, 1808-1814.
- 1998: The French Indochina War 1946-1954.
- 1999: French Foreign Legion 1914–1945. Osprey, London, ISBN 1-85532-761-9.
- 2000: The World’s Greatest Military Leaders.
- 2002: Warriors and Warlords: The art of Angus McBride.
- 2004: The Last Valley: Dien Bien Phu and the French Defeat in Vietnam. Da Capo Press, Cambridge, Massachusetts, USA, ISBN 0-306813866.
- 2009: Not One Step Back.
- 2010: Our Friends Beneath the  Sands.
- 2011: French Foreign Legionnaire 1890–1914, Illustrationen von Peter Dennis. Osprey Publishing, Oxford, ISBN 978-1-84908422-2.
- 2015: Die Eule, die gern aus dem Wasserhahn trank Mein Leben mit Mumble. Hanser, München 2015, ISBN 978-3-446-44328-0.

## Als Herausgeber (Auswahl)
- 2006: Knightscross with Diamonds Receipts, 1941-45. Osprey, London/New York, ISBN 1-84176-644-5.